# Guy Brice Parfait Kolélas
Guy Brice Parfait Kolélas (ur. 6 sierpnia 1959 w Brazzaville, zm. 22 marca 2021) – kongijski polityk i ekonomista. Od 2008 roku był ministrem rybołówstwa, a następnie, do 2015, ministrem służby publicznej i reformy państwa. Był kandydatem na urząd prezydenta w 2016 oraz 2021 roku, kiedy to uważany był za głównego kandydata opozycji.

## Życiorys
Był synem Bernarda Kolélasa, byłego premiera Konga i Jacqueline Mounzeze. Ukończył liceum Savorgnan de Brazza. W 1983 roku uzyskał licencjat z ekonomii na Uniwersytecie Marien Ngouabi. W 1985 roku uzyskał tytuł magistra w dziedzinie ekonomii na Uniwersytecie w Besançon. W 1986 roku rozpoczął studia ekonomiczne na Uniwersytecie w Dijon. W 1987 roku ukończył studia podyplomowe w zakresie transportu międzynarodowego w Międzynarodowym Instytucie Transportu w Miluzie. W latach 1987–1994 wykładał ekonomię i rachunkowość na uczelni w Dijon. W 1993 roku uzyskał doktorat z ekonomii przemysłu. W latach 1999–2000 był odpowiedzialny za marketing w Izbie Handlowo-Przemysłowej Yvelines-Val d'Oise.
W 1997 roku założył dwie firmy, jedną zlokalizowaną w Południowej Afryce zajmującą się śledzeniem nielegalnego handlu kobaltem i miedzią, drugą zlokalizowaną we Francji i zajmującą się doradztwem w zakresie zarządzania. 14 października 1997 roku, wraz z ojcem i rodziną, został zmuszony do ucieczki z kraju. Zamieszkali na Mali. Do kraju powrócił w 2005 roku, na pogrzeb matki.

## Kariera polityczna
W 1989 roku prowadził kampanie wyborczą Kongijskiego Ruchu na rzecz Demokracji i Rozwoju Integralnego (MCDDI). W 2007 roku MCDDI podpisało umowę koalicyjną z rządzącą Kongijską Partią Pracy. W wyniku tej koalicji dołączył do rządu jako minister rybołówstwa. W 2009 roku został ministrem służby publicznej i reformy państwa, na tym stanowisku służył do 2015 roku.
W 2015 roku publicznie sprzeciwił się nowelizacji konstytucji oraz organizacji referendum. Brał wówczas udział w ulicznych protestach w wyniku których siły bezpieczeństwa otoczyły jego dom.

### Wybory prezydenckie w 2016 roku
W wyborach prezydenckich w 2016 roku był jednym z kandydatów, wystawionym przez Kongijski Ruch na rzecz Demokracji i Rozwoju. Uplasował się wówczas na drugim miejscu, ustępując urzędującemu prezydentowi Denisowi Sassou-Nguesso, z wynikiem 15,04% (209 632 głosów).
19 marca 2017 roku został prezesem Związku Demokratów i Humanistów (UDH-Yuki).

### Wybory prezydenckie w 2021 roku
3 marca 2021 roku Kolelas ogłosił iż będzie ubiegał się o urząd prezydenta w nadchodzących wówczas wyborach. Był typowany jako główny kontrkandydat Sassou-Nguesso (urzędującego od 1979 z pięcioletnią przerwą). W trakcie kampanii Kolelas narzekał, że Kongo stało się państwem policyjnym, powołując się m.in. na sytuację w której to utrudniano mu wejście do samolotu, kiedy to miał lecieć na północ kraju.
18 marca 2021 roku poinformował dziennikarzy, że obawia się, iż zachorował na malarię. 20 marca był widziany w masce tlenowej oraz z mankietem do pomiaru ciśnienia na ramieniu. Do szpitala trafił z powodu stwierdzenia u niego choroby COVID-19. Będąc w szpitalu zwrócił się do swoich wyborców prosząc ich o to, żeby poszli na wybory. Zmarł dzień po zakończeniu wyborów, 22 marca 2021 roku w samolocie, który miał go przetransportować z Brazzaville do Francji na leczenie. Według wyników wyborów, opublikowanych 23 marca 2021 roku, w wyborach prezydenckich uzyskał 7,84% głosów.

## Życie prywatne
Był żonaty, miał dwójkę dzieci.